# Alexander Häusler (Prähistoriker)
Alexander Häusler (* 3. Juli 1930 in Tallinn) ist ein deutscher Prähistoriker und seit sechs Jahrzehnten ein wichtiger Vermittler zwischen deutscher und sowjetischer bzw. osteuropäischer Archäologie und insbesondere Spezialist für prähistorische Bestattungssitten und die Verbindung von Indogermanistik und Archäologie.

## Leben
Alexander Häusler wurde als Sohn des Buchhalters und ehemaligen Lehrers Woldemar Häusler und der Lehrerin Lydia Häusler, geb. Sokolova, in Tallinn geboren und wuchs dort mit russischer Muttersprache auf. Nach dem Hitler-Stalin-Pakt wurde die deutsch-baltische Familie nach Kalisch in Polen, im damals vom Deutschen Reich annektierten sogenannten Warthegau, umgesiedelt. Um nach Kriegsende der Rückführung in die Sowjetunion zu entgehen, flüchtete die Familie 1946 nach Ostdeutschland.
Durch Vermittlung seines Bruders, des Slawistikprofessors Eugen Häusler, erhielt der Vater eine Anstellung als Dolmetscher an der Universität Halle. Dort studierte Alexander Häusler von 1950 bis 1955 bei Martin Jahn Vor- und Frühgeschichte. Thema der Diplomarbeit waren „Die kulturellen und wirtschaftlichen Beziehungen der Bevölkerungsgruppen Mittelrußlands am Ende der jüngeren Steinzeit“. Er blieb dort, später unter Friedrich Schlette, als Assistent, wobei er an Ausgrabungen des Instituts auf neolithischen Fundplätzen in Wahlitz (Landkreis Jerichower Land) und Mahndorf (Landkreis Harz) teilnahm. Seine Hauptaufgaben blieben jedoch immer die Fachübersetzung aus dem Russischen, Polnischen und Ukrainischen, Rezensionsarbeit, Teilnahme als Referent und Dolmetscher an entsprechenden internationalen Fachtagungen und die Lehrtätigkeit zur osteuropäischen und sowjetischen Archäologie. 1961 erfolgte die Promotion mit der Arbeit über „Die Gräber der jüngeren Stein- und der frühen Bronzezeit im europäischen Teil der UdSSR“. 1973 wechselte Alexander Häusler zum Zentralinstitut für Alte Geschichte und Archäologie der Akademie der Wissenschaften der DDR in Berlin unter Joachim Herrmann, bei etwa gleichbleibenden Aufgaben, wobei Lehrtätigkeit in Berlin dazu kam. Wohn- und Arbeitsort blieb weiterhin Halle.
Nach der Wende 1990 wurde er von der Römisch-Germanischen Kommission (RGK) des Deutschen Archäologischen Instituts (DAI) übernommen und habilitierte sich 1991 mit der Arbeit „Struktur und Evolution der Bestattungssitten im Neolithikum und in der frühen Bronzezeit Mittel- und Osteuropas“. 1990 wurde er zum Korrespondierenden Mitglied des Deutschen Archäologischen Instituts gewählt. 1995 trat Alexander Häusler in den Ruhestand. 

## Forschungen
Alexander Häusler verfasste umfangreiche Arbeiten zum Neolithikum Russlands und der Ukraine, wobei in Nachfolge Ulrich Fischers die Untersuchung der Bestattungssitten, insbesondere der Lage, Haltung und Orientierung von Körperbestattungen und ihrer kulturgeschichtlichen Bewertung, einen immer breiteren Raum einnahm. In diesem Zusammenhang ergab sich eine jahrzehntelange besonders intensive Beschäftigung mit den auf Vere Gordon Childe zurückgehenden und lange von Marija Gimbutas vertretenen Hypothesen zur sog. Kurgankultur und ihrer angenommenen Rolle bei der Indogermanisierung Europas.

## Schriften (Auswahl)
- Die kulturellen und wirtschaftlichen Beziehungen der Bevölkerungsgruppen Mittelrußlands am Ende der jüngeren Steinzeit Wiss. Z. Univ. Halle Reihe G. Jahrgang 5, Heft 1. Halle 1955, S. 69–146.
- Die Gräber der älteren Ockergrabkultur zwischen Ural und Dnepr. Wissenschaftliche Beiträge der Martin-Luther-Universität Halle-Wittenberg 1974/2. Berlin 1974.
- Die Gräber der älteren Ockergrabkultur zwischen Dnepr und Karpaten. Wissenschaftliche Beiträge der Martin-Luther-Universität Halle-Wittenberg 1976/1. Berlin 1976.
- Zu den Beziehungen zwischen dem nordpontischen Gebiet, Südost- und Mitteleuropa im Neolithikum und in der frühen Bronzezeit und ihre Bedeutung für das indoeuropäische Problem. In: Przegląd Archeologiczny 29. 1981, S. 101–149.
- Die Majkop-Kultur und Mitteleuropa. In: Zschr. Arch. 28. 1994, S. 191–246.
- Archäologische Zeugnisse für Pferd und Wagen in Ost- und Mitteleuropa. In: B. Hänsel/S. Zimmer (Hrsg.): Die Indogermanen und das Pferd Pferd. Festschr. B. Schlerath. Archaeolingua 4. Budapest 1994, S. 217–257.
- Zum Ursprung der Indogermanen. Archäologische, anthropologische und sprachwissenschaftliche Gesichtspunkte. In: Ethnographisch-Archäologische Zeitschrift 39. Berlin 1998, S. 1–46.
- Nomaden, Indogermanen, Invasionen. Zur Entstehung eines Mythos. In: Orientwissenschaftliche Hefte 5. Halle/Saale 2003.
- Über alte und neue Hypothesen zum Ursprung und zur Verbreitung der Indogermanen. In: Fennoscandia archaeologica. XXI. Helsinki 2004, S. 23–36.
- Beiträge zur vergleichenden Untersuchung von Bestattungssitten vom Neolithikum bis zur frühen Bronzezeit. In: Jahresschrift für mitteldeutsche Vorgeschichte. 2011, S. 309–385.
- Vergleichende Untersuchungen zu den Bestattungssitten Mittel- und Osteuropas seit der frühen Bronzezeit. In: Jahresschrift für mitteldeutsche Vorgeschichte 93/2009. 2012, S. 291–400.
- Erinnerungsstücke. Zur Geschichte der Familien Häusler und Sokolov. Selbstverlag Halle, Saale 2013.
- Bemerkungen zu den östlichen Regionalgruppen der schnurkeramischen Becherkulturen. In: Jahresschrift für mitteldeutsche Vorgeschichte 94. 2014, S. 83–123.
- Bestattungssitten im Vergleich zwischen Großbritannien und Pakistan – Linienbandkeramik bis Bronzezeit. In: Jahresschrift für mitteldeutsche Vorgeschichte 95. 2016, S. 67–162.
- Zur arealen Gliederung von Gräberfeldern der Linienbandkeramik. In: Jahresschrift für mitteldeutsche Vorgeschichte 97. 2019, S. 79–140.